# Camera dei deputati (Lussemburgo)
La Camera dei Deputati del Granducato di Lussemburgo (in lussemburghese: D'Chamber; francese: Chambre des Députés; tedesco: Abgeordnetenkammer) è il parlamento monocamerale del Lussemburgo.

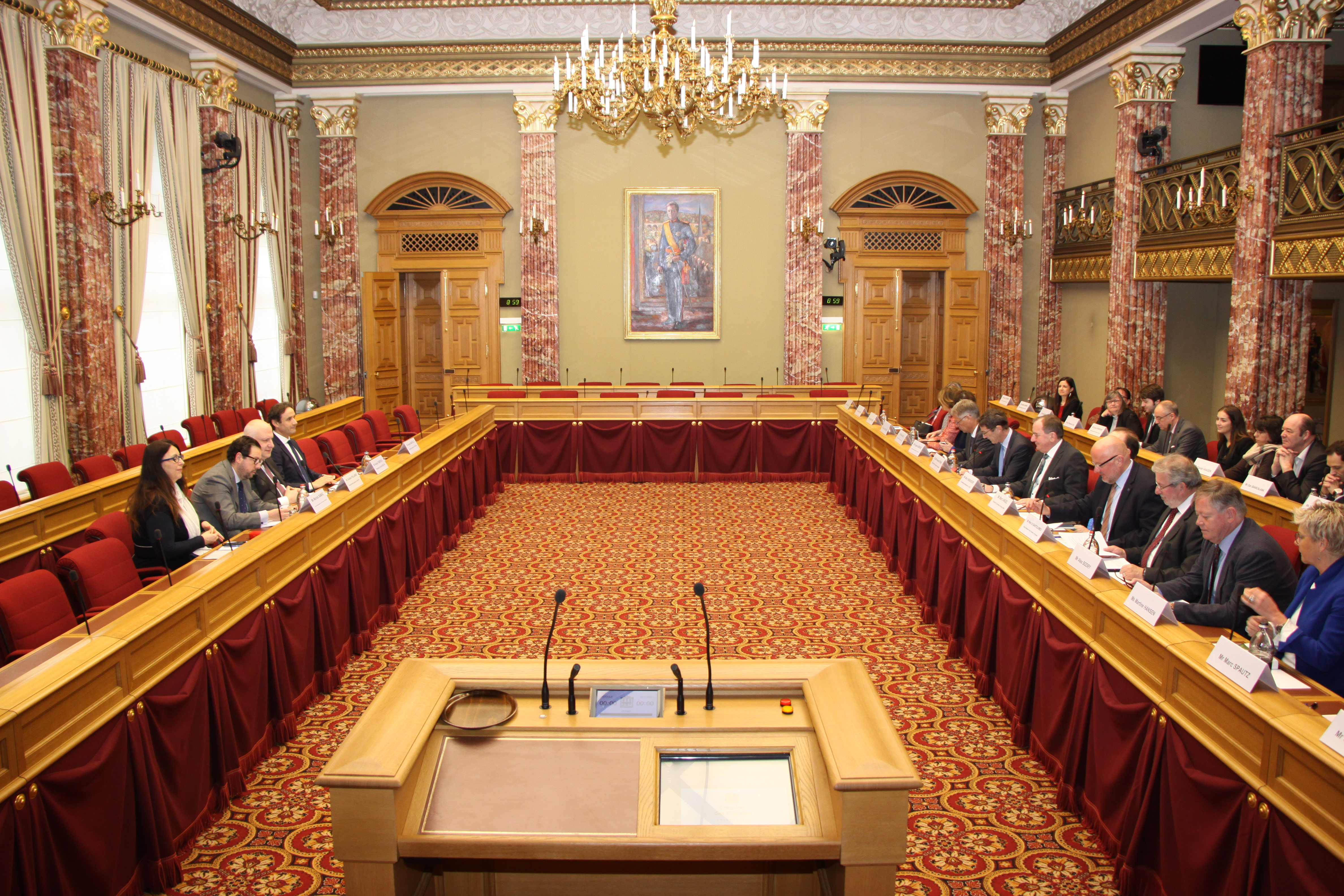
L’aula parlamentare

## Elezione e mandato
L'ultima elezione della camera è avvenuta l’8 ottobre 2023 tramite il sistema proporzionale e seguendo il metodo d'Hondt per la ripartizione dei seggi. 
L'incarico parlamentare ha durata di 5 anni e, in questo caso, la legislatura durerà sino al 2028.
I deputati vengono eletti, a suffragio universale, dai residenti delle 4 circoscrizioni che compongono il paese, ovvero: 
- Circoscrizione Centro/Zentrum (Lussemburgo e Mersch);
- Circoscrizione Est/Osten (Echternach, Grevenmacher, Remich);
- Circoscrizione Nord/Norden (Clervaux, Diekirch, Redange, Vianden, Wiltz);
- Circoscrizione Sud/Süden (Capellen e Esch-sur-Alzette).